# Shwaas
Shwaas è un film indiano del 2004 diretto da Sandeep Sawant.

## Premi
- National Film Awards
  - 2004: "Best Film", "Best Child Artist" (Ashwin Chitale)